# Makri
Makri (en griego: Μάκρη) es una isla griega, una de las Islas Equínadas, que pertenecen al grupo de las Islas Jónicas. Es la quinta isla más grande del grupo de las Islas Jónicas. Tiene una superficie de 0,983 kilómetros cuadrados. Pertenece al municipio de Ítaca.